# Great Berkhampstead Rural
Great Berkhampstead Rural var en civil parish 1898–1937 när det uppgick i Nettleden with Potten End, Northchurch och Little Gaddesden, i grevskapet Hertfordshire i England. Civil parish var belägen 7 km från Hemel Hempstead och hade 598 invånare år 1931.